# 水無瀬ゆき
水無瀬 ゆき（みなせ ゆき、1995年2月12日 - ）は、日本のアイドル。千葉県出身。

## 略歴
2017年10月2日、夢みるアドレセンス新メンバー候補生に選ばれたことが発表された。
2017年12月18日、東京・AKIBAカルチャーズ劇場で開催されたイベント「『YUMELIVE!-WHO is NEXT?-』FINAL!!」で1位の票数(9,686票)を獲得し、山下彩耶、山口はのんとともに夢みるアドレセンスの新メンバーとしてお披露目された 。
2019年12月20日のライブで荻野可鈴、志田友美、小林れいとグループを卒業。

## 出演

### バラエティ番組
- 月曜から夜ふかし (2016年10月17日)
- 新春!初マツコ（2017年1月2日）[5]
- 芸能人が本気で考えた!ドッキリさせちゃうぞGP (2018年4月6日)[6]
- 有吉反省会（2018年11月10日）[7]
- 深夜に発見！新ｓｈｏｃｋ感～一度おためしください～ (2018年2月24日・3月3日・2019年3月9日・16日)[8]

## 作品
夢みるアドレセンスとしての楽曲については「夢みるアドレセンス」を参照

### 配信楽曲
- 脈ありパルス (2021年)[9]